# Alfred Danhier

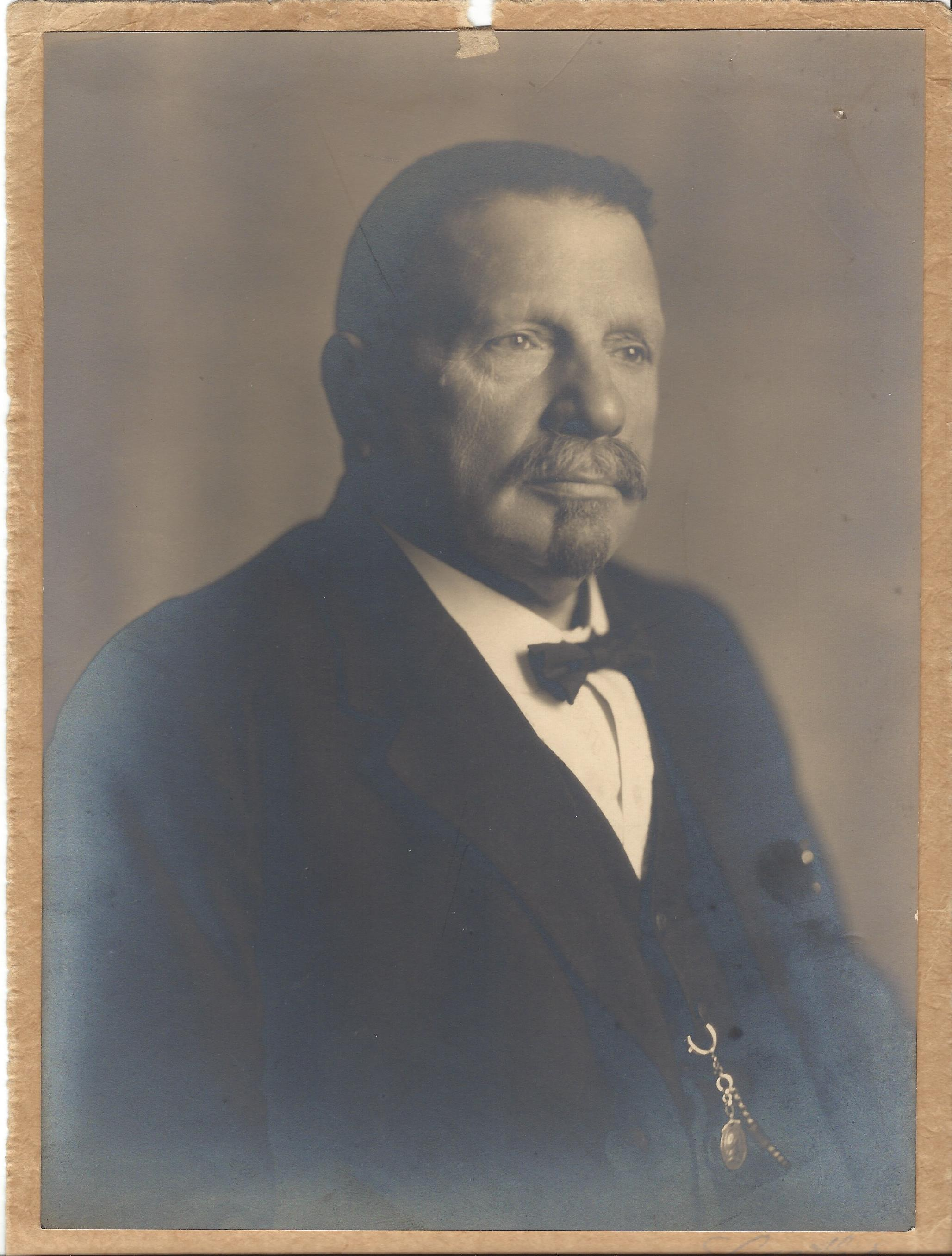
portrait Alfred Danhier

Alfred Danhier, né le 5 avril 1867 à Dour et y décédé le 19 août 1943 fut un syndicaliste et un homme politique socialiste wallon du Parti Ouvrier Belge (P.O.B.).

## Biographie
Alfred Danhier est issu d'une famille nombreuse (11 enfants) de Dour,, mineur, actif dans le mouvement socialiste, à partir de 1895 et jusque 1938, il devient directeur de la coopérative ouvrière « Les socialistes réunis » de Dour, dissidence socialiste de la coopérative « Les ouvriers réunis ». Président fédéral de la Fédération des syndicats de mineurs du Borinage avant la première guerre mondiale, il reste un des dirigeants régional et national de la Centrale des Mineurs jusqu'à sa pension.
Élu conseiller communal de Dour en 1904, il sera élu échevin de sa commune dès 1907 en cartel avec le parti libéral. Il sera élu Bourgmestre en 1921 et ce jusqu’à sa révocation durant l’occupation allemande.
Il devient sénateur provincial du Hainaut en juillet 1919 en raison de la démission de Henri Rolland, il le restera jusqu’en 1936. Une rue de Dour lui est dédiée.
Celui-ci, décède à la rue du Peuple, le 19 août 1943.
Un bourgmestre est imposé par l'occupant allemand en octobre 1941, alors que Monsieur Danhier est toujours bourgmestre en titre. Arthur Surin, membre du parti rexiste dès avant la guerre, collabora avec les forces de répression allemandes causant ainsi l'arrestation, la déportation et la mort de nombreuses personnes, il  fut détenu, après la libération, à la prison de Mons et poursuivi devant la justice militaire où il fut condamné à mort, gracié en 1948 il ne reviendra jamais à Dour.

### Sa famille
Alfred Danhier est le fils de Pierre, Joseph, Louis Danhier et d'Eléonore Roger.
Le 13 novembre 1897, il épouse Amand Thémire, avec qui, il eut 5 enfants, Jean (né le 3 février 1900), Georges (né le 12 octobre 1902), Maria (née 24 avril 1904), Léonie (née le 5 octobre 1906), Edmond (né le 21 décembre 1908),.
L'un de ses fils, plus précisément Georges, créa les assurances Danhier en 1923, à la rue Alfred Danhier.

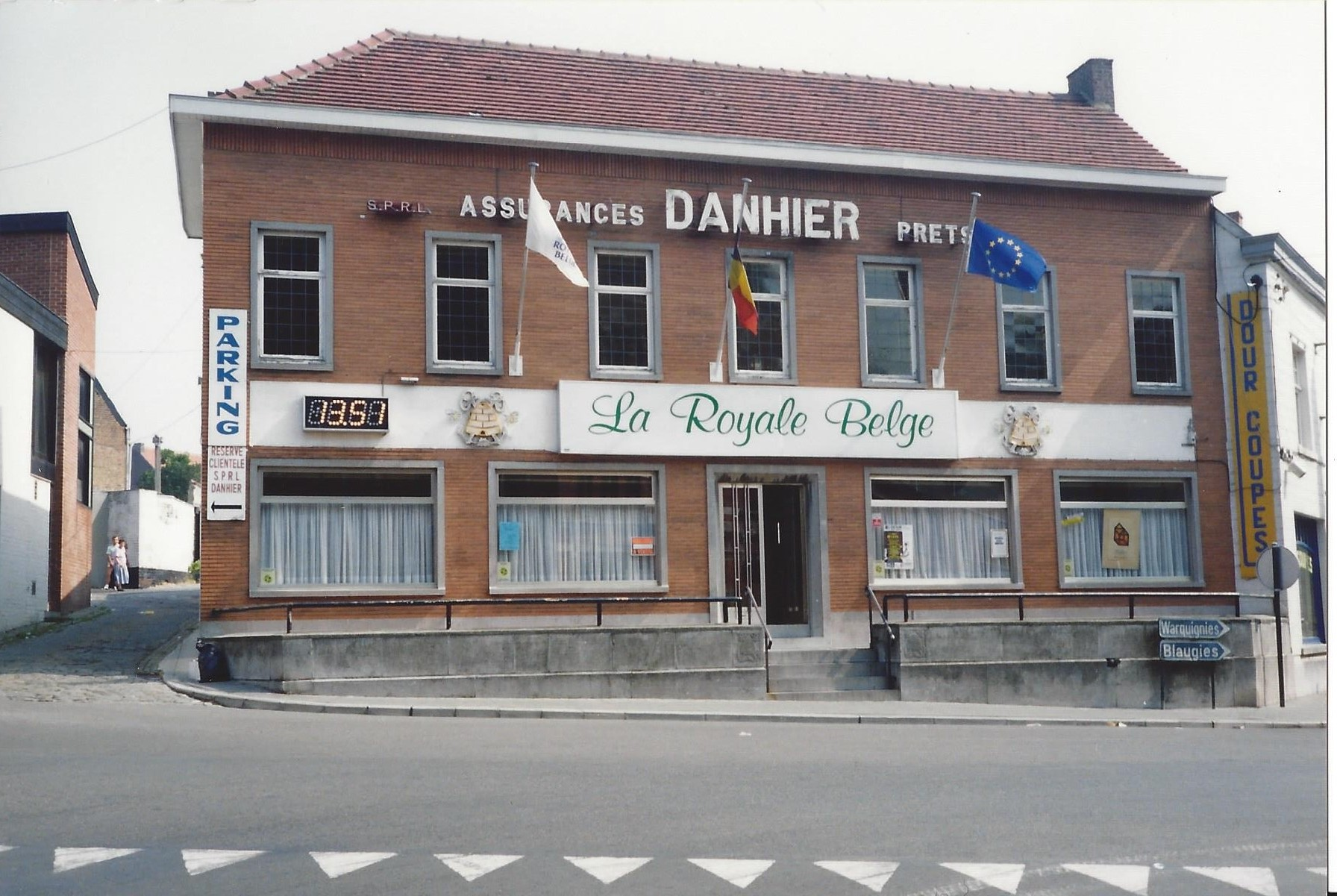
Bureau Assurances Danhier

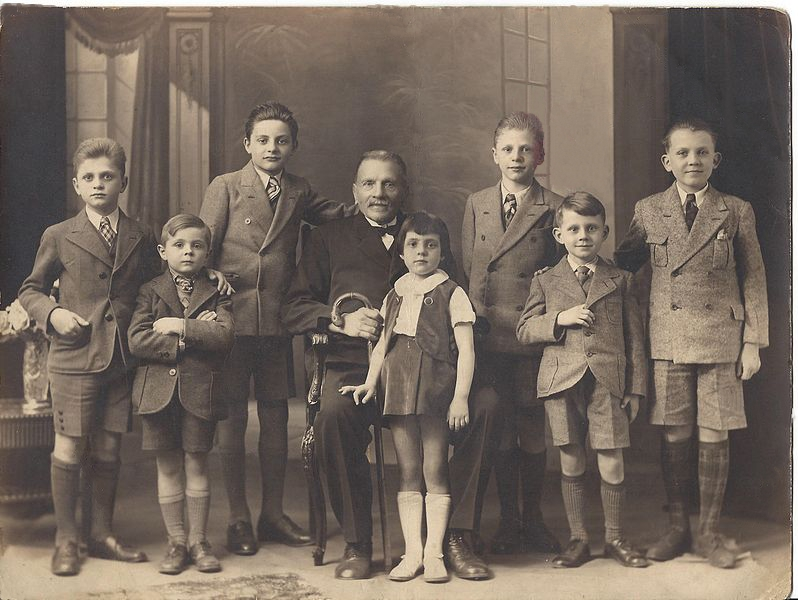
Son père et ses frères et sœurs

Son père, à l'âge de 56 ans, meurt le 9 juin 1880 dans les travaux du puits n° 3 du grand bouillon du bois de Saint-Ghislain à Dour ,.

### En 1923
Alfred Danhier, qui était le bourgmestre, pose la 1re pierre de la maison du peuple à Trichères.

### Le conseil d'administration de la coopérative en 1929
Le conseil d'administration de la coopérative était composé de, plus ou moins, 20 personnes, dont Alfred Danhier.

### Août 1928
En août 1928, la première pierre de la salle des fêtes est posée par celui-ci, qu'on surnommait le Bâtisseur.

## Sources
- Alain Jouret, Danhier Émile, dans 1000 personnalités de Mons et de la région. Dictionnaire biographique, Waterloo, 2015, p. 158.
- Alain Jouret, Quelques mots à propos de la coopérative douroise Les Socialistes Réunis, dans Centre d'information d'histoire régionale. Bulletins, n° 8 et n° 9, avril-juin 1979, p. 2-12.
- Jean Puissant, L'Évolution du mouvement ouvrier socialiste dans le Borinage, Académie royale de Belgique, Classe des lettres, Bruxelles 1993.
- Nico Wouters,  Oorlogsburgemeesters 40/44: lokaal bestuur en collaboratie in België, Lannoo Uitgeverij, 2004.
- Annales Parlementaires, Chambre des représentants, séance du 18/11/1948, Interpellation du Ministre de la Justice par Léo Collard sur : "la grâce accordée aux traitres et dénonciateurs Boveroulle et Surin, condamnés à mort"